# نیروگاه شهید کاظمی سیرجان
نیروگاه سیکل ترکیبی گهران سیرجان معروف به نیروگاه شهید احمد کاظمی (سیرجان، احداث شهریور ۱۳۹۲)، یکی از نیروگاه‌های ایران از نوع سیکل ترکیبی با ظرفیت تولید 1072 مگاوات است که شامل ۴ واحد گازی 183 مگاواتی و ۲ واحد بخار ۱۶۰ و 180 مگاواتی است. بلوک اول و واحدهای گازی بلوک دوم این نیروگاه در حال بهره برداری و واحد بخار بلوک دوم در حال احداث می باشد.
سوخت این نیروگاه گاز طبیعی و سوخت پشتیبان نفت گاز (گازوئیل) است.

## روزشمار ساخت و هزینه نیروگاه
قرارداد نیروگاه سیکل ترکیبی گهران سیرجان (شرکت گهر انرژی سیرجان) با شرکت مپنا در ۵ شهریور ۱۳۹۲ امضا شد. کارفرما شرکت گهر انرژی سیرجان و پیمانکار گروه مپنا است. طبق قرارداد پس از ۱۶ ماه از تاریخ عقد قرارداد [دی ۱۳۹۳] اولین واحد گازی و به تدریج هر دو ماه یکی از واحدهای دیگر به مدار وارد شوند.
مبلغ این قرارداد ۵۲۲ میلیون یورو است.